# Qal'at al-Bahrain
Kopec Qal'at al-Bahrain je od roku 2005 památka světového dědictví UNESCO v Bahrajnu. Jedná se o kopec ruin o rozměrech asi 300 m × 600 m.
Město z 3. tisíciletí př. n. l. bylo kdysi hlavním městem dilmunské kultury. Dnešní kopec ruin byl tehdy nejdůležitějším místem ostrova. Kolem roku 1450 př. n. l. zde byl vybudován kasitský palác. Další domy byly vystavěny mezi 10. a 5. stoletím př. n. l. Ve 3. století n. l. zde Sásánovci vystavěli pevnostní systém. V 16. století na místě, kde stávalo město, vybudovali Portugalci pevnost, která zde stojí dodnes.